# 4 Batalion Pancerny

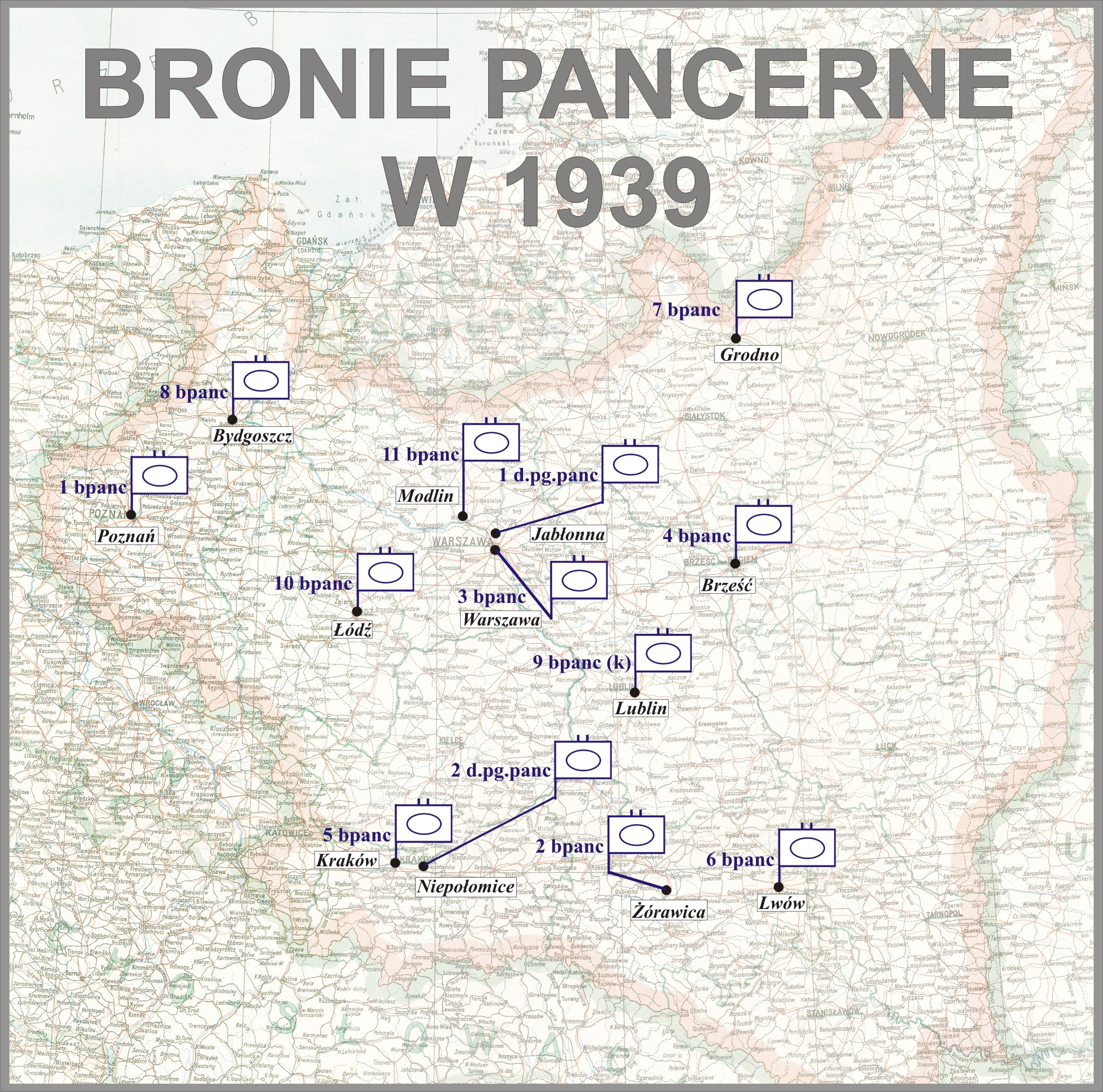
Bronie Pancerne Wojska Polskiego w 1939 przed wybuchem II wojny światowej

4 Batalion Pancerny (4 bpanc) – oddział broni pancernych Wojska Polskiego w II Rzeczypospolitej.
Batalion był jednostką wojskową istniejącą w okresie pokoju i spełniająca zadania mobilizacyjne wobec oddziałów i pododdziałów broni pancernej. Spełniał również zadania organizacyjne i szkoleniowe. Stacjonował w Brześciu. W 1939, po zmobilizowaniu jednostek przewidzianych planem mobilizacyjnym, został rozwiązany.

## Formowanie i zmiany organizacyjne
W 1930, w Brześciu został sformowany 1 dywizjon samochodów pancernych. W skład dywizjonu włączono szwadrony samochodów pancernych przy wielkich jednostkach kawalerii i przeniesiono je do Brześcia:
- 1 szwadron samochodów pancernych z Białegostoku,
- 2 szwadron samochodów pancernych z Warszawy,
- 3 szwadron samochodów pancernych 3 DK przy 15 pułku Ułanów Poznańskich w Poznaniu pod dowództwem rtm. Franciszka Szystowskiego.

Z dniem 1 września 1931 1 dywizjon samochodów pancernych przeformowany został w 4 dywizjon pancerny.
W 1934 4 dywizjon pancerny został połączony z kadrą 9 dywizjonu samochodowego i przemianowany na 4 batalion czołgów i samochodów pancernych.
Latem 1935 do batalionu przeniesionych zostało dwunastu oficerów: por. piech. Roman Kałuża (35 pp), por. piech. Wojciech Wojsław Dymecki (84 pp), por. piech. Alfred Marchilewicz (2 pp Leg.), por. piech. Bronisław Kołtuniec (44 pp), por. piech. Jan Pyziel (24 pp), por. piech. Eugeniusz Wertyński (34 pp), por. piech. Leszek Franciszek Romański (49 pp), por. kaw. Jerzy Kołokow (16 puł), por. kaw. Karol Smolak (1 psk), por. art. Juliusz Adolf Neyman (5 dak), por. art. Tadeusz Lajourdie (30 pal), por. art. Stanisław Kraiński (18 pal).
Do jesieni 1935, do czasu sformowania 7 batalionu pancernego, w skład jednostki wchodziła wydzielona kompania czołgów TK w garnizonie Wilno.
29 lipca 1938 jednostka została podporządkowana dowódcy 3 Grupy Pancernej. Batalion należał do typu I. Stacjonowała w Brześciu

## Organizacja pokojowa batalionu
- dowództwo
- kwatermistrzostwo
- pluton łączności
- 2 kompanie pancerne
- kompania rozpoznawcza
- kolumna samochodowa
- park
- pluton Junackich Hufców

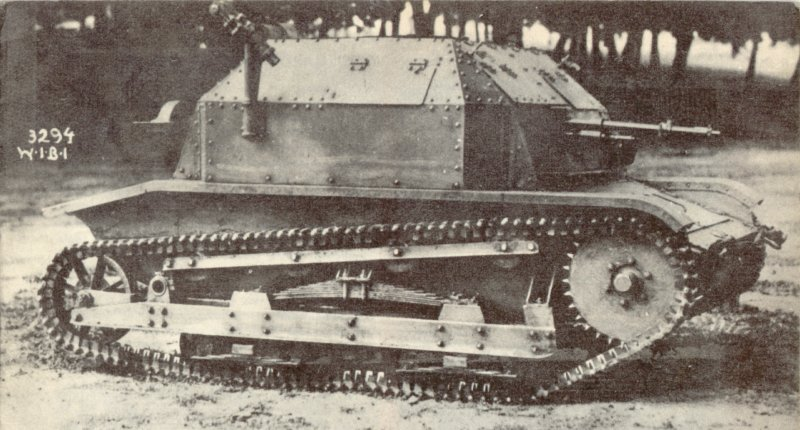
Czołg rozpoznawczy TK-3

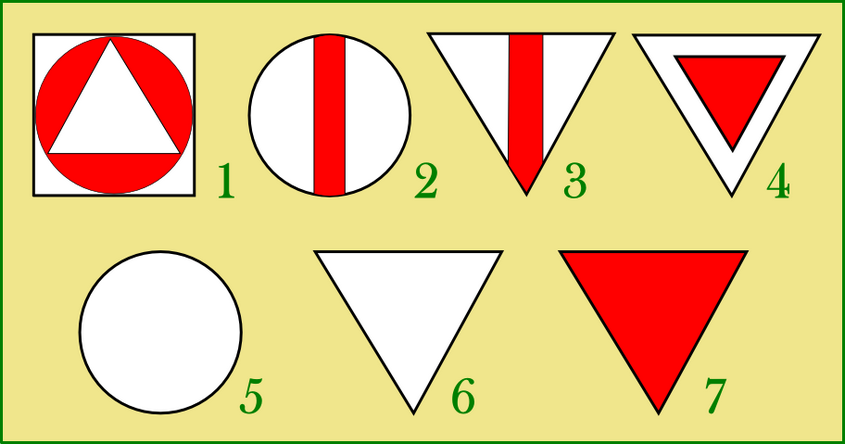
Znaki taktyczne malowane na czołgach lekkich i rozpoznawczych

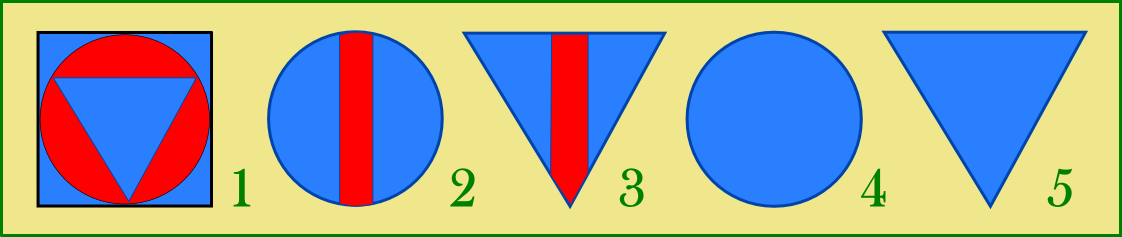
Znaki taktyczne malowane na pojazdach pancernych

15 lipca 1939 na stanie ewidencyjnym batalionu znajdowało się 46 czołgów rozpoznawczych TK-3, dziewięć samochodów pancernych wz. 1934, dwa ciągniki, 129 samochodów ciężarowych, 15 samochodów specjalnych, 17 samochodów osobowych, 47 motocykli i 17 przyczepek.

## Mobilizacja batalionu w 1939
Zgodnie z założeniami planu mobilizacyjnego „W” batalion był jednostką mobilizującą. W trzeciej dekadzie marca 1939, w mobilizacji alarmowej, w grupie jednostek oznaczonych kolorem czerwonym sformował pięć pododdziałów:
- 91 dywizjon pancerny dla Nowogródzkiej BK
- 91 samodzielna kompania czołgów rozpoznawczych dla Armii „Łódź”
- 92 samodzielna kompania czołgów rozpoznawczych dla Armii „Łódź”
- kolumna samochodów sanitarnych PCK typ I nr 901 dla Armii „Poznań” (kpt. Jankowski)
- kolumna samochodów ciężarowych typ I nr 951 dla Armii „Modlin” (mjr rez. Roman Kulesza)

Od 31 sierpnia 1939, w I rzucie mobilizacji powszechnej, kolejnych pięć pododdziałów:
- kolumna samochodów osobowych i sanitarnych w Kraju nr 9 dla OK IX
- kolumna samochodów sanitarnych PCK typ I nr 902 dla Armii „Pomorze” (por. rez. Kowalski)
- kolumna samochodów ciężarowych typ I nr 952 dla Armii „Łódź” (kpt. Tadeusz Zakrzewski)
- kolumna samochodów ciężarowych typ I nr 953 dla Armii Odwodowej (por. st. sp. Jan Paliwoda)[6]
- kolumna samochodów ciężarowych typ II nr 954 (por. kontr. Kiazim-Bek Safar-Ogły)[6]
- park ruchomy broni pancernych nr 9 (bez czołówki) dla Odwodu NW (mjr rez. Ziółkowski)
- czołówka reperacyjna nr 91 dla Armii „Łódź” (kpt. Jan Wiśniewski)

W II rzucie mobilizacji powszechnej miał sformować:
- park stały broni pancernych nr 91 dla SGO „Narew” (kpt. Władysław Więckowski)

Działania pododdziałów niebojowych i pozostałości
Mobilizowane w ramach mobilizacji alarmowej kolumna samochodów ciężarowych nr 951 i kolumna samochodów sanitarnych PCK nr 901 oraz mobilizowane w I rzucie mobilizacji powszechnej z najkrótszymi terminami mobilizacji; kolumna samochodów ciężarowych nr 952 i kolumna samochodów sanitarnych PCK nr 902 odjechały i dotarły do macierzystych armii i dzieliły ich dalsze losy. Nieznane są losy zmobilizowanych kolumn samochodów ciężarowych nr 953 i nr 954. Kolumna samochodów osobowych i sanitarnych krajowa nr 9 dzieliła dalsze losy z OK IX i prawdopodobnie z SGO "Polesie". Mobilizowane w późniejszych terminach I rzutu mobilizacji powszechnej park ruchomy broni pancernych nr 9 i czołówka reperacyjna nr 9 oraz w II rzucie mobilizacji powszechnej park stały broni pancernych nr 91 nie wyjechały z Brześcia z powodu zniszczeń i zatorów klejowych. Pozostały na miejscu, prawdopodobnie nie wzięły czynnego udziału w walkach i poddały się oddziałom Wehrmachtu lub Armii Czerwonej. Niewielkim grupom 91 parku broni pancernej udało się przedrzeć na Węgry. Nadwyżki mobilizacyjne 4 batalionu pancernego w większości przyłączono do OZBPanc nr 2 i dzielił z nimi dalsze jego losy. Część natomiast dotarła do OZBPanc nr 3 (w tym sztandar) i działała w jego składzie. Ponadto z pozostałości batalionu został zaimprowizowany pluton czołgów rozpoznawczych pod dowództwem ppor. Nagórskiego, który walczył w obronie Brześcia.

## Kadra jednostki
Dowódcy dywizjonu i batalionu

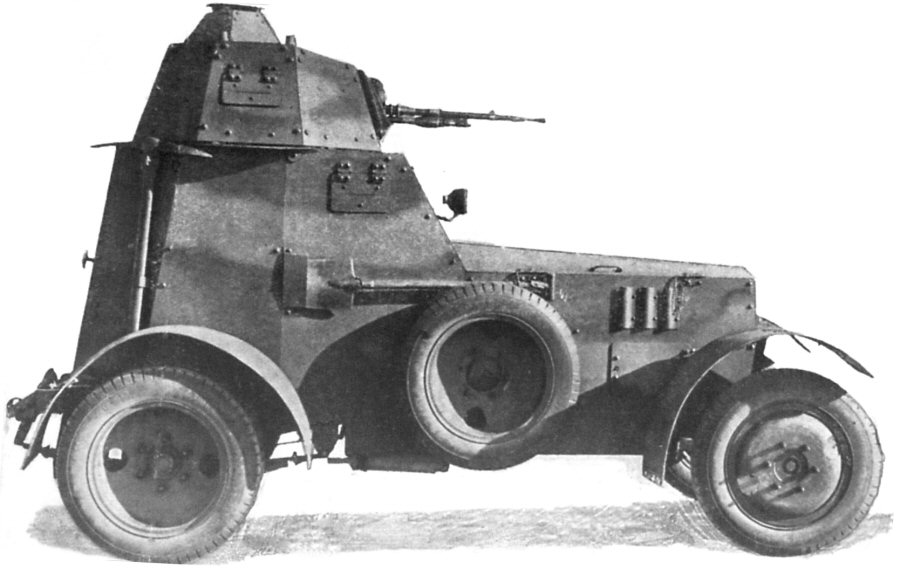
Samochód pancerny wz. 1934

- ppłk kaw. Józef Taube (V 1930[8] – IX 1935)
- ppłk Jerzy Gliński (IV 1935 – I 1938)
- mjr Karol Krzyżanowski[5] (II 1938 – VIII 1939[9][5])

I zastępcy dowódcy
- mjr kaw. mgr Władysław Włodzimierz Świderski (od VI 1934[10])
- mjr Antoni Śliwiński (do VIII 1939)

II zastępcy dowódcy
- mjr sam. Józef Rokicki (VI 1934 – 1935)
- mjr sam. / br. panc. Albert Rogiński[f] (X 1935 – 1939)

### Organizacja i obsada personalna w 1939
Obsada personalna batalionu w marcu 1939
| Stanowisko                          | Stopień, imię i nazwisko                 |
| ----------------------------------- | ---------------------------------------- |
| dowódca batalionu                   | mjr Karol Krzyżanowski                   |
| I zastępca dowódcy                  | mjr Antoni Śliwiński                     |
| II zastępca dowódcy                 | mjr Albert Rogiński                      |
| adiutant                            | kpt. Juliusz Adolf Neyman                |
| lekarz medycyny                     | por. lek. Krzysztof Radzisław Pleszyński |
| kwatermistrz                        | mjr Jarosław Aleksander Ząbkowski        |
| oficer mobilizacyjny                | kpt. Maciej Aleksander Hobert            |
| I zastępca oficera mobilizacyjnego  | chor. Stanisław Enskajt                  |
| II zastępca oficera mobilizacyjnego | kpt. adm. (br. panc.) Jan III Wiśniewski |
| oficer administracyjno-materiałowy  | por. Piotr Wiktor Godziszewski           |
| oficer gospodarczy                  | kpt. int. Zygmunt Jan Głodowski          |
| dowódca kompanii gospodarczej       | kpt. Teofil Kwieciński                   |
| dowódca plutonu przewozowego OK IX  | chor. Jan Wiśniewski                     |
| dowódca plutonu łączności           | kpt. Wojciech Wojsław Dymecki            |
| dowódca kompanii szkolnej           | kpt. Grzegorz Rodziewicz                 |
| instruktor                          | por. Leopold Marcin Bartosińskl Marian   |
| instruktor                          | por. Stanisław Ezman                     |
| instruktor                          | por. Jan Pyziel                          |
| dowódca kompanii pancernej          | kpt. Władysław Iwanowski                 |
| instruktor                          | ppor. Władysław Limberger                |
| dowódca kompanii czołgów TK         | kpt. Stanisław Kraiński                  |
| instruktor                          | por. Stanisław Aleksander Bentkowski     |
| instruktor                          | por. Bronisław Waśkowski                 |
| dowódca szwadronu pancernego        | por. Roman Kałuża                        |
| instruktor                          | por. Leszek Franciszek Romański          |
| instruktor                          | por. Jan Szuder                          |
| dowódca kompanii motorowej          | por. kontr. Kiazim Bek Safar-Ogły        |
| dowódca kolumny samochodowej        | kpt. Tadeusz Zakrzewski                  |
| komendant parku                     | kpt. Władysław Marian Więckowski         |
| kierownik warsztatów                | rtm. kontr. Mikołaj Jefirnow             |
| na kursie                           | por. piech. Tadeusz Marcin Gołąb         |
| na kursie                           | por. piech. Ryszard Włodzimierz Rudnicki |
| na kursie                           | por. kaw. Jan Emanuel Wejtko             |

### Żołnierze 4 batalionu pancernego – ofiary zbrodni katyńskiej
Biogramy zamordowanych znajdują się na stronie internetowej Muzeum Katyńskiego
| Nazwisko i imię    | stopień              | zawód             | miejsce pracy przed mobilizacją   | zamordowany |
| ------------------ | -------------------- | ----------------- | --------------------------------- | ----------- |
| Głodowski Zygmunt  | kapitan              | żołnierz zawodowy |                                   | ULK         |
| Gołąb Tadeusz      | porucznik            | żołnierz zawodowy |                                   | Katyń       |
| Kraiński Stanisław | kapitan              | żołnierz zawodowy |                                   | Katyń       |
| Liliental Antoni   | podporucznik rezerwy | chemik            | Instytut Metalurgii PW            | Katyń       |
| Martini Bogdan     | podporucznik rezerwy | chemik, mgr       |                                   | Katyń       |
| Rosa Ludwik        | podporucznik rezerwy | lekarz            | Szpital Dzieciątka Jezus Warszawa | Charków     |

## Symbole batalionu
Sztandar
Zarządzeniem Prezydenta Rzeczypospolitej Polskiej z 25 marca 1938 nadano batalionowi sztandar. Jak wszystkie sztandary broni pancernych, posiadał on ujednolicony prawą stronę płatu. Zamiast numeru oddziału, na białych tarczach między ramionami krzyża kawaleryjskiego występował Znak Pancerny. Znak ten występował również na przedniej ściance podstawy orła.
Na lewej stronie płatu sztandaru umieszczono:
- w prawym górnym rogu — wizerunek Matki Boskiej Kodeńskiej
- w lewym górnym rogu — wizerunek św. Michała
- w prawym dolnym rogu — godło godła Polesia i Brześcia n/Bugiem
- w lewym dolnym rogu — odznaka honorowa 4 batalionu pancernego

Uroczyste wręczenie sztandaru odbyło się 26 maja 1938 na Polu Mokotowskim w Warszawie. Sztandar wręczył reprezentujący Prezydenta RP i Naczelnego Wodza — minister Spraw Wojskowych gen. dyw. Tadeusz Kasprzycki.
Na wstędze sztandaru napis: „Jedyna siła spoczywa w naszym ręku i pomocy Bożej. Kircholm 27.IX.1605 r.”.
17 września 1939, w okolicach Nadwórnej, kpt. dypl. Ireneusz Mikulski spalił sztandar.
Odznaka pamiątkowa
Wzór odznaki zatwierdzony został Dz.Rozk.MSWoj. nr 6 poz. 68 z 30 czerwca 1936.
Był to pozłacany krzyż w kształcie krzyża Orderu Virtuti Militari, ramiona pokryte oksydowaną blachą pancerną. Pośrodku złoty szyszak, na dolnym ramieniu krzyża złota cyfra pułku „4 Panc”.
Autorem projektu odznaki był M.W. Żebrowski. Odznaki wykonywane były w wersjach: oficerskiej – emaliowanej, podoficerskiej – malowanej czarną farbą.